# Џорџтаун (округ Чатам, Џорџија)
Џорџтаун (енгл. Georgetown, Chatham County) насељено је место без административног статуса у америчкој савезној држави Џорџија.

## Демографија
По попису из 2010. године број становника је 11.823, што је 1.224 (11,5%) становника више него 2000. године.
| Група             | 2000.         | 2010.         |
| Белци             | 7.458 (70,4%) | 6.876 (58,2%) |
| Афроамериканци    | 2.108 (19,9%) | 3.267 (27,6%) |
| Азијати           | 327 (3,1%)    | 416 (3,5%)    |
| Хиспаноамериканци | 490 (4,6%)    | 922 (7,8%)    |
| Укупно            | 10.599        | 11.823        |